# Rivière Coacoachou
 (janvier 2025).
La mise en forme du texte ne suit pas les recommandations de Wikipédia : il faut le « wikifier ».
Les points d'amélioration suivants sont les cas les plus fréquents :
- Les titres sont pré-formatés par le logiciel. Ils ne sont ni en capitales, ni en gras.
- Le texte ne doit pas être écrit en capitales (les noms de famille non plus), ni en gras, ni en italique, ni en « petit »…
- Le gras n'est utilisé que pour surligner le titre de l'article dans l'introduction, une seule fois.
- L'italique est rarement utilisé : mots en langue étrangère, titres d'œuvres, noms de bateaux, etc.
- Les citations ne sont pas en italique mais en corps de texte normal. Elles sont entourées par des guillemets français : « et ».
- Les listes à puces sont à éviter, des paragraphes rédigés étant largement préférés. Les tableaux sont à réserver à la présentation de données structurées (résultats, etc.).
- Les appels de note de bas de page (petits chiffres en exposant, introduits par l'outil «  Source ») sont à placer entre la fin de phrase et le point final[comme ça].
- Les liens internes (vers d'autres articles de Wikipédia) sont à choisir avec parcimonie. Créez des liens vers des articles approfondissant le sujet. Les termes génériques sans rapport avec le sujet sont à éviter, ainsi que les répétitions de liens vers un même terme.
- Les liens externes sont à placer uniquement dans une section « Liens externes », à la fin de l'article. Ces liens sont à choisir avec parcimonie suivant les règles définies. Si un lien sert de source à l'article, son insertion dans le texte est à faire par les notes de bas de page.
- La présentation des références doit suivre les conventions bibliographiques. Il est recommandé d'utiliser les modèles {{Ouvrage}}, {{Chapitre}}, {{Article}}, {{Lien web}} et/ou {{Bibliographie}}. Le mode d'édition visuel peut mettre en forme automatiquement les références.
- Insérer une infobox (cadre d'informations à droite) n'est pas obligatoire pour parachever la mise en page.

Pour une aide détaillée, merci de consulter Aide:Wikification.
Si vous pensez que ces points ont été résolus, vous pouvez retirer ce bandeau et améliorer la mise en forme d'un autre article.
Pour les articles homonymes, voir Coacoachou.
La Rivière Coacoachou (innu-aimun: Natistagoua) est un cours d'eau de la région administrative de la Côte-Nord, au Québec, au Canada. Elle prend sa source du lac Coacoachou via les lacs Salé et Tshipitnauman. Elle coule en direction sud sur 12 kilomètres avant d'aboutir dans la baie du même nom dans l'estuaire du Saint-Laurent. Son embouchure est située à 23 km à l'est de la communauté innue d'Unamen Shipu.

Selon le Dictionnaire des rivières et lacs de la province de Québec (1914),
Elle est d'un accès facile, les embarcations de fort tonnage pouvant venir mouiller sur huit brasses et sur un bon fond. Cette rivière est fréquentée par une énorme quantité de truite, et celles-ci [...] y sont quelquefois d'une grosseur surprenante, d'une activité et d'une vigueur qui ne se rencontrent qu'en ce cours d'eau. Les sauvages remontent fréquemment cette rivière qui les conduit à l'intérieur par des voies faciles. Il y a du gibier de mer en grande quantité.
Les premières cartographies attestent de l'appellation originale de Natistagoua qui signifie « rivière au caribou » en innu-aimun. Le nom Coacoachou, qui signifie « carcajou », fait son apparition en 1833.
La rivière a été le lieu de conflits territoriaux qui se sont soldés par la Guerre du saumon de 1981 à 1982. Les innus avaient été privés de leur droit ancestral de pêche sur la rivière à la suite de l'adoption de lois visant leur assimilation, notamment l'Acte pour encourager la civilisation graduelle des tribus sauvages en cette Province de 1857. Le documentaire Le goût de la farine (1977) de Pierre Perrault documente l'installation d'un camp de pêche sur la rivière Coacoachou par des innus d'Unamen Shipu en défiance de la Loi.